# Motor Modular Volvo
El Volvo Modular Engine o motor modular Volvo es una familia de motores de combustión interna para automóviles de 4, 5 y 6 cilindros en línea que fue producido por Volvo Cars en Skövde, Suecia desde 1990 hasta 2016. Todos los motores tienen bloque y culatas de aluminio, bielas de acero forjado, pistones de aluminio y árboles de levas dobles.

## Historia
El Volvo Modular Engine fue desarrollado como parte del Proyecto Galaxy que comenzó a fines de la década de 1970. Los prototipos de motores llamados X-100 tenían solamente cuatro cilindros, pero ya contaban con la arquitectura "sándwich" y la construcción de aluminio de las variantes de producción posteriores. Los primeros prototipos del X-100 se diseñaron de manera similar a los motores la familia "Redblock" existentes, con un solo árbol de levas y el filtro de aceite montado en el lado del motor en lugar de la parte inferior.
El primer motor disponible fue el B6304F que debutó en agosto de 1990 en el Volvo 960. Un año más tarde, con la introducción del Volvo 850 en junio de 1991, la primera variante de cinco cilindros en forma del B5254F llegó al mercado. Fue equipado con V-VIS (Sistema de admisión variable de Volvo) que fue diseñado para mejorar la respuesta del motor entre 1500–4100 rpm. El V-VIS solo estaba disponible en motores de 20 válvulas de aspiración natural con la gestión del motor Bosch LH-3.2 / EZ-129K. El sistema se suspendió después del año modelo 1996. En 1995, con el lanzamiento del Volvo S40, se lanzaron los motores de cuatro cilindros B4184S y B4204S. El mismo año, Volvo compartió los motores B4204S y B5244S con Renault, quienes los utilizaron en los modelos Laguna y Safrane con el nombre N7Q y N7U. En 1998, con la introducción del modelo S80 de 1999, Volvo comenzó la transición a versiones actualizadas de sus motores de la serie N, ahora denominados RN. Los sistemas de accionamiento por cable, encendido por bobinas individuales y de distribución variable de válvulas (VVT) se introdujeron junto con los nuevos sistemas de gestión del motor. Los motores de 10 válvulas se eliminaron gradualmente en favor de las versiones de 20 válvulas.
Con la introducción del S40 de segunda generación en 2003, se realizó otra actualización de la familia de motores. El nuevo motor se llamó RNC, la 'C' significa 'compacta' para enfatizar la disminución en las dimensiones generales. En comparación con la generación anterior, el nuevo motor era 200 mm (7,9 pulgadas) más delgado y 25 mm (1 pulgadas) más corto. En los motores turboalimentados, el colector de escape y la carcasa de la turbina ahora se combinaban en una sola pieza. Todos los motores están equipados con colectores de admisión de plástico y sincronización de válvulas continuamente variable (CVVT). Los motores RN se mantuvieron en producción junto con los motores RNC y se fueron retirando lentamente, comenzando con la introducción de la segunda generación del S80 en 2006. Simultáneamente, la nueva familia de motores SI6 se introdujo para reemplazar las variantes de 6 cilindros del motor modular Volvo.

## Nomenclatura
- 1º: Tipo de combustible (B / D / GB) B = Gasolina, D = Diesel, GB = Gasolina y Gas[29]
- 2º: Número de cilindros (4/5/6)
- 3º y 4º: el desplazamiento aproximado en decilitros, se puede redondear hacia arriba o hacia abajo. (23 ~ = 2.3 L)
- 5º: Válvulas por cilindro (2/4)
- 6º: Método de inducción (S / T / F / G / GS / FS / FT / SG) S = Naturalmente aspirado, T = turbo, F = inyección de combustible con convertidor catalítico, G = compatible con combustible con plomo,[30] GS = compatible con combustible con plomo, aspirado natural,[31] FS = combustible inyectado estándar (aspirado naturalmente) con convertidor catalítico, FT = combustible inyectado, turbo cargado con convertidor catalítico, SG = estándar (aspirado natural) compatible con combustibles alternativos ( LPG / CNG)[32]
- 7º: Generación del motor o variante del motor (2/3/4/5/6/7/8/9/10/11)

Los códigos de motor no son necesariamente exclusivos de un motor específico, ya que los niveles de potencia pueden variar según el mercado, el fabricante y el modelo.

## Versiones

### 4 cilindros en línea
Todos con 4 válvulas por cilindro (16 en total).
| Cilindrada       | Versión          | Diámetro x Carrera                              | Compresión | Potencia máxima                    | Par máximo             |
| ---------------- | ---------------- | ----------------------------------------------- | ---------- | ---------------------------------- | ---------------------- |
| 1,6 l (1587 cm³) | B4164S           | 81 mm (3,19 pulgadas) × 77,4 mm (3,05 pulgadas) | 10,5:1     | 105 CV (77 kilovatios) @ 5500 rpm  | 143 Nm @ 4200 rpm      |
| 1,6 l (1587 cm³) | B4164S2          | 81 mm (3,19 pulgadas) × 77,4 mm (3,05 pulgadas) | 10,5:1     | 109 CV (80 kilovatios) @ 5800 rpm  | 145 Nm @ 4000 rpm      |
| 1,8 l (1731 cm³) | B4184S           | 83 mm (3,27 pulgadas) × 80 mm (3,15 pulgadas)   | 10,5:1     | 115 CV (85 kilovatios) @ 5500 rpm  | 165 Nm @ 4100 rpm      |
| 1,8 l (1783 cm³) | B4184S2          | 83 mm (3,27 pulgadas) × 82,4 mm (3,24 pulgadas) | 10,5:1     | 124 CV (91 kilovatios) @ 5800 rpm  | 170 Nm @ 4000 rpm      |
| 1,8 l (1783 cm³) | B4184S3          | 83 mm (3,27 pulgadas) × 82,4 mm (3,24 pulgadas) | 10,5:1     | 118 CV (87 kilovatios) @ 5500 rpm  | 170 Nm @ 4000 rpm      |
| 1,9 l (1855 cm³) | B4194T           | 81 mm (3,19 pulgadas) × 90 mm (3,54 pulgadas)   | 8,5:1      | 200 CV (147 kilovatios) @ 5500 rpm | 300 Nm @ 2400 rpm      |
| 1,9 l (1948 cm³) | B4204S           | 83 mm (3,27 pulgadas) × 90 mm (3,54 pulgadas)   | 10,5:1     | 140 CV (103 kilovatios) @ 6000 rpm | 183 Nm @ 4500 rpm      |
| 1,9 l (1948 cm³) | B4204S2          | 83 mm (3,27 pulgadas) × 90 mm (3,54 pulgadas)   | 10,5:1     | 140 CV (103 kilovatios) @ 6000 rpm | 183 Nm @ 4500 rpm      |
| 1,9 l (1948 cm³) | B4204T y B4204T2 | 83 mm (3,27 pulgadas) × 90 mm (3,54 pulgadas)   | 9,0:1      | 160 CV (118 kilovatios) @ 5100 rpm | 230 Nm @ 1800-4800 rpm |
| 1,9 l (1948 cm³) | B4204T3          | 83 mm (3,27 pulgadas) × 90 mm (3,54 pulgadas)   | 9,0:1      | 165 CV (121 kilovatios) @ 5250 rpm | 240 Nm @ 1800-4500 rpm |
| 1,9 l (1948 cm³) | B4204T4          | 83 mm (3,27 pulgadas) × 90 mm (3,54 pulgadas)   | 9,0:1      | 172 CV (127 kilovatios) @ 5500 rpm | 240 Nm @ 1800-4500 rpm |
| 1,9 l (1948 cm³) | B4204T5          | 83 mm (3,27 pulgadas) × 90 mm (3,54 pulgadas)   | 9,0:1      | 200 CV (147 kilovatios) @ 5500 rpm | 300 Nm @ 2500 rpm      |

### 5 cilindros en línea
Todos con 20 valvulas
| Cilindrada       | Versión  | Válvulas | Diámetro x Carrera                              | Compresión | Potencia máxima                    | Par máximo             |
| ---------------- | -------- | -------- | ----------------------------------------------- | ---------- | ---------------------------------- | ---------------------- |
| 2,0 l (1984 cm³) | B5202S   | 10       | 81 mm (3,19 pulgadas) × 77 mm (3,03 pulgadas)   | 10,0:1     | 126 CV (93 kilovatios) @ 6250 rpm  | 170 Nm @ 4800 rpm      |
| 2,0 l (1984 cm³) | B5202FS  | 10       | 81 mm (3,19 pulgadas) × 77 mm (3,03 pulgadas)   | 10,0:1     | 126 CV (93 kilovatios) @ 6250 rpm  | 170 Nm @ 4800 rpm      |
| 2,0 l (1984 cm³) | B5204S   | 20       | 81 mm (3,19 pulgadas) × 77 mm (3,03 pulgadas)   | 10,3:1     | 143 CV (105 kilovatios) @ 6500 rpm | 176 Nm @ 3800 rpm      |
| 2,0 l (1984 cm³) | B5204FS  | 20       | 81 mm (3,19 pulgadas) × 77 mm (3,03 pulgadas)   | 10,3:1     | 143 CV (105 kilovatios) @ 6500 rpm | 176 Nm @ 3800 rpm      |
| 2,0 l (1984 cm³) | B5204T   | 20       | 81 mm (3,19 pulgadas) × 77 mm (3,03 pulgadas)   | 8,4:1      | 210 CV (154 kilovatios) @ 5700 rpm | 300 Nm @ 2100 rpm      |
| 2,0 l (1984 cm³) | B5204T2  | 20       | 81 mm (3,19 pulgadas) × 77 mm (3,03 pulgadas)   | 8,4:1      | 180 CV (132 kilovatios) @ 5700 rpm | 220 Nm @ 2100 rpm      |
| 2,0 l (1984 cm³) | B5204T3  | 20       | 81 mm (3,19 pulgadas) × 77 mm (3,03 pulgadas)   | 8,4:1      | 225 CV (165 kilovatios) @ 5700 rpm | 310 Nm @ 2700-5100 rpm |
| 2,0 l (1984 cm³) | B5204T4  | 20       | 81 mm (3,19 pulgadas) × 77 mm (3,03 pulgadas)   | 9,5:1      | 163 CV (120 kilovatios) @ 5100 rpm | 230 Nm @ 1800 rpm      |
| 2,0 l (1984 cm³) | B5204T5  | 20       | 81 mm (3,19 pulgadas) × 77 mm (3,03 pulgadas)   | 9,5:1      | 180 CV (132 kilovatios) @ 5300 rpm | 240 Nm @ 2000 rpm      |
| 2,0 l (1984 cm³) | B5204T8  | 20       | 81 mm (3,19 pulgadas) × 77 mm (3,03 pulgadas)   | 10,5:1     | 180 CV (132 kilovatios) @ 5000 rpm | 300 Nm @ 2700 rpm      |
| 2,0 l (1984 cm³) | B5204T9  | 20       | 81 mm (3,19 pulgadas) × 77 mm (3,03 pulgadas)   | 10,5:1     | 213 CV (157 kilovatios) @ 6000 rpm | 300 Nm @ 2700 rpm      |
| 2,3 l (2319 cm³) | B5234T   | 20       | 81 mm (3,19 pulgadas) × 90 mm (3,54 pulgadas)   | 8,5:1      | 225 CV (165 kilovatios) @ 5200 rpm | 300 Nm @ 2000-5200 rpm |
| 2,3 l (2319 cm³) | B5234T2  | 20       | 81 mm (3,19 pulgadas) × 90 mm (3,54 pulgadas)   | 8,5:1      | 218 CV (160 kilovatios) @ 5100 rpm | 330 Nm @ 2700 rpm      |
| 2,3 l (2319 cm³) | B5234T3  | 20       | 81 mm (3,19 pulgadas) × 90 mm (3,54 pulgadas)   | 8,5:1      | 240 CV (177 kilovatios) @ 5100 rpm | 330 Nm @ 2400 rpm      |
| 2,3 l (2319 cm³) | B5234T4  | 20       | 81 mm (3,19 pulgadas) × 90 mm (3,54 pulgadas)   | 8,5:1      | 250 CV (184 kilovatios) @ 6000 rpm | 350 Nm @ 2400 rpm      |
| 2,3 l (2319 cm³) | B5234T5  | 20       | 81 mm (3,19 pulgadas) × 90 mm (3,54 pulgadas)   | 8,5:1      | 225 CV (165 kilovatios) @ 5600 rpm | 330 Nm @ 3000-4800 rpm |
| 2,3 l (2319 cm³) | B5234T6  | 20       | 81 mm (3,19 pulgadas) × 90 mm (3,54 pulgadas)   | 8,5:1      | 240 CV (177 kilovatios) @ 6000 rpm | 310 Nm @ 2700 rpm      |
| 2,3 l (2319 cm³) | B5234T7  | 20       | 81 mm (3,19 pulgadas) × 90 mm (3,54 pulgadas)   | 8,5:1      | 200 CV (147 kilovatios) @ 5000 rpm | 285 Nm @ 2000 rpm      |
| 2,3 l (2319 cm³) | B5234T8  | 20       | 81 mm (3,19 pulgadas) × 90 mm (3,54 pulgadas)   | 8,5:1      | 250 CV (184 kilovatios) @ 5700 rpm | 310 Nm @ 2700 rpm      |
| 2,3 l (2319 cm³) | B5234T9  | 20       | 81 mm (3,19 pulgadas) × 90 mm (3,54 pulgadas)   | 8,5:1      | 245 CV (180 kilovatios) @ 5400 rpm | 330 Nm @ 2400 rpm      |
| 2,4 l (2435 cm³) | B5244S   | 20       | 83 mm (3,27 pulgadas) × 90 mm (3,54 pulgadas)   | 10,3:1     | 170 CV (125 kilovatios) @ 6100 rpm | 230 Nm @ 4500 rpm      |
| 2,4 l (2435 cm³) | B5244S2  | 20       | 83 mm (3,27 pulgadas) × 90 mm (3,54 pulgadas)   | 10,3:1     | 140 CV (103 kilovatios) @ 5700 rpm | 220 Nm @ 3750 rpm      |
| 2,4 l (2435 cm³) | B5244S4  | 20       | 83 mm (3,27 pulgadas) × 90 mm (3,54 pulgadas)   | 10,3:1     | 170 CV (125 kilovatios) @ 6000 rpm | 230 Nm @ 4400 rpm      |
| 2,4 l (2435 cm³) | B5244S5  | 20       | 83 mm (3,27 pulgadas) × 90 mm (3,54 pulgadas)   | 10,3:1     | 140 CV (103 kilovatios) @ 5000 rpm | 220 Nm @ 4000 rpm      |
| 2,4 l (2435 cm³) | B5244SG  | 20       | 83 mm (3,27 pulgadas) × 90 mm (3,54 pulgadas)   | 10,3:1     | 140 CV (103 kilovatios) @ 4500 rpm | 220 Nm @ 3750 rpm      |
| 2,4 l (2435 cm³) | B5244SG2 | 20       | 83 mm (3,27 pulgadas) × 90 mm (3,54 pulgadas)   | 10,3:1     | 140 CV (103 kilovatios) @ 4500 rpm | 220 Nm @ 3750 rpm      |
| 2,4 l (2435 cm³) | B5244T   | 20       | 83 mm (3,27 pulgadas) × 90 mm (3,54 pulgadas)   | 9,0:1      | 193 CV (142 kilovatios) @ 5100 rpm | 270 Nm @ 1600 rpm      |
| 2,4 l (2435 cm³) | B5244T2  | 20       | 83 mm (3,27 pulgadas) × 90 mm (3,54 pulgadas)   | 8,5:1      | 265 CV (195 kilovatios) @ 5700 rpm | 350 Nm @ 2400 rpm      |
| 2,4 l (2435 cm³) | B5244T3  | 20       | 83 mm (3,27 pulgadas) × 90 mm (3,54 pulgadas)   | 9,0:1      | 200 CV (147 kilovatios) @ 6000 rpm | 285 Nm @ 1800 rpm      |
| 2,4 l (2435 cm³) | B5244T7  | 20       | 83 mm (3,27 pulgadas) × 90 mm (3,54 pulgadas)   | 9,0:1      | 200 CV (147 kilovatios) @ 5700 rpm | 285 Nm @ 1800 rpm      |
| 2,4 l (2401 cm³) | B5244T4  | 20       | 81 mm (3,19 pulgadas) × 93,2 mm (3,67 pulgadas) | 9,0:1      | 220 CV (162 kilovatios) @ 5000 rpm | 285 Nm @ 1500 rpm      |
| 2,4 l (2401 cm³) | B5244T5  | 20       | 81 mm (3,19 pulgadas) × 93,2 mm (3,67 pulgadas) | 9,0:1      | 260 CV (191 kilovatios) @ 5500 rpm | 350 Nm @ 2100 rpm      |

### 6 cilindros en línea
Todos con 4 válvulas por cilindro (24 en total).
| Cilindrada       | Versión          | Diámetro x Carrera                            | Compresión | Potencia máxima                    | Par máximo        |
| ---------------- | ---------------- | --------------------------------------------- | ---------- | ---------------------------------- | ----------------- |
| 2,4 l (2381 cm³) | B6244FS          | 81 mm (3,19 pulgadas) × 77 mm (3,03 pulgadas) | 10,3:1     | 163 CV (120 kilovatios) @ 5800 rpm | 220 Nm @ 4400 rpm |
| 2,5 l (2473 cm³) | B6254FS          | 81 mm (3,19 pulgadas) × 80 mm (3,15 pulgadas) | 10,5:1     | 170 CV (125 kilovatios) @ 5700 rpm | 230 Nm @ 4400 rpm |
| 2,5 l (2473 cm³) | B6254G           | 81 mm (3,19 pulgadas) × 80 mm (3,15 pulgadas) | 10,5:1     | 170 CV (125 kilovatios) @ 5700 rpm | 230 Nm @ 4400 rpm |
| 2,8 l (2783 cm³) | B6284T           | 81 mm (3,19 pulgadas) × 90 mm (3,54 pulgadas) | 8,5:1      | 272 CV (200 kilovatios) @ 5400 rpm | 380 Nm @ 2000 rpm |
| 2,9 l (2922 cm³) | B6294S           | 83 mm (3,27 pulgadas) × 90 mm (3,54 pulgadas) | 10,5:1     | 192 CV (141 kilovatios) @ 5900 rpm | 250 Nm @ 4200 rpm |
| 2,9 l (2922 cm³) | B6294S2          | 83 mm (3,27 pulgadas) × 90 mm (3,54 pulgadas) | 10,3:1     | 200 CV (147 kilovatios) @ 5200 rpm | 280 Nm @ 4200 rpm |
| 2,9 l (2922 cm³) | B6294T           | 83 mm (3,27 pulgadas) × 90 mm (3,54 pulgadas) | 8,5:1      | 272 CV (200 kilovatios) @ 5200 rpm | 380 Nm @ 1800 rpm |
| 2,9 l (2922 cm³) | B6304S           | 83 mm (3,27 pulgadas) × 90 mm (3,54 pulgadas) | 10,7:1     | 204 CV (150 kilovatios) @ 5200 rpm | 267 Nm @ 4100 rpm |
| 2,9 l (2922 cm³) | B6304F1          | 83 mm (3,27 pulgadas) × 90 mm (3,54 pulgadas) | 10,7:1     | 204 CV (150 kilovatios) @ 6000 rpm | 267 Nm @ 4300 rpm |
| 2,9 l (2922 cm³) | B6304S2          | 83 mm (3,27 pulgadas) × 90 mm (3,54 pulgadas) | 10,7:1     | 182 CV (134 kilovatios) @ 6000 rpm | 270 Nm @ 4300 rpm |
| 2,9 l (2922 cm³) | B6304S3 y B6304G | 83 mm (3,27 pulgadas) × 90 mm (3,54 pulgadas) | 10,7:1     | 204 CV (150 kilovatios) @ 6000 rpm | 267 Nm @ 4300 rpm |

## Aplicaciones
- Volvo 960
- Volvo 850
- Volvo S40
- Volvo S70
- Volvo V70
- Volvo C30
- Volvo S60
- Volvo S80
- Volvo XC60
- Volvo XC70
- Volvo XC90
- Renault Safrane
- Renault Laguna
- Ford Focus RS/ST
- Ford Kuga
- Ford S-Max
- Ford Mondeo 2.5T